# Pedro Ibáñez (football, 1912)
Pour les articles homonymes, voir Ibáñez.
Pedro Ibáñez Rivas, né à Callao le 29 mai 1912 et mort à une date inconnue, est un footballeur péruvien qui jouait au poste d'attaquant.

## Biographie

### Carrière en club
Pedro Ibáñez joue exclusivement dans des clubs de sa ville natale de Callao, dont l'Unión Buenos Aires (1931-1932), l'Alianza Frigorífico (1933-1935) et surtout le Sport Boys, club où il évolue durant huit saisons de 1936 à 1943. Au sein du Sport Boys, il est sacré champion du Pérou à deux reprises en 1937 et 1942.

### Carrière en sélection
International péruvien, Pedro Ibáñez fait partie de l'équipe disputant les Jeux olympiques de 1936 à Berlin, même s'il ne joue aucun match durant la compétition. Il fait ses débuts en sélection à l'occasion du championnat sud-américain de 1937 réalisé à Buenos Aires. 
L'année suivante, il remporte les Jeux bolivariens à Bogota, tournoi où il marque deux buts face à la Colombie, le 8 août 1938 (victoire 2-4). Enfin, il est sacré champion d'Amérique du Sud avec le Pérou lors du championnat sud-américain de 1939 organisé à Lima.

## Palmarès
| Sport Boys - Championnat du Pérou (2) : - Champion : 1937, 1942. |  | Pérou - Championnat sud-américain (1) : - Vainqueur : 1939. - Jeux bolivariens (1) : - Vainqueur : 1938. |